# Wolfgang Böhme (Theologe)
Wolfgang Böhme (* 2. März 1919 in Gablonz, Tschechoslowakei; † 9. Juni 2010 in Karlsruhe) war ein evangelischer Theologe, Seelsorger, Studienleiter, Schriftleiter und Buchautor.

## Leben und Werk
Ein Studium der Rechtswissenschaften an der deutschen Karl-Ferdinands-Universität Prag ab 1937 schloss Wolfgang Böhme im Jahr 1940 mit der Promotion zum Dr. jur. ab. Anschließend war er fünf Jahre Soldat im Zweiten Weltkrieg. Danach trat er in den kirchlichen Dienst ein. Er wirkte zwischen 1947 und 1959 als Studentenpfarrer an der Universität Frankfurt, als geistlicher Berater von Unternehmern, und war einer der Gründer und Gestalter der Evangelischen Akademienarbeit in Deutschland.
Von 1961 bis 1975 war Böhme Präsident der Deutschen Evangelischen Arbeitsgemeinschaft für Erwachsenenbildung, von 1971 bis 1973 auch Präsident der Evangelischen Arbeitsgemeinschaft für Erwachsenenbildung in Europa. Von 1966 bis 1994 war er u. a. theologischer Berater und geschäftsführendes Vorstandsmitglied des Arbeitskreises Evangelischer Unternehmer.
Böhme war Gründungsmitglied und Mitarbeiter der Evangelischen Akademie in Hessen und Nassau, Arnoldshain, von 1959 bis 1967 Studienleiter der Evangelischen Akademie Bad Boll, ab 1965 Stellvertreter des Direktors in Bad Boll und von 1967 bis 1987 Direktor der Evangelischen Akademie Baden in Bad Herrenalb. Im Anschluss an eine Mystik-Tagung der Evangelischen Akademie Baden kam es auf seine Initiative hin zusammen mit Josef Sudbrack SJ zur Gründung der Gesellschaft der Freunde christlicher Mystik e.V.
Fast zwanzig Jahre war Böhme Schriftleiter der Zeitschrift Diskussionen. Zeitschrift für Akademiearbeit und Erwachsenenbildung. Rund 50 Jahre war er ebenso Schriftleiter der Zeitschrift Zeitwende – Die neue Furche, die er 2003 mit der Zeitschrift CA – Confessio Augustana. Das Lutherische Magazin für Religion, Gesellschaft und Kultur fusionieren ließ.

## Ehrungen
- 1973: Bundesverdienstkreuz 1. Klasse
- Großer Verdienstorden der Bundesrepublik Deutschland
- 1984: Verdienstorden des Landes Baden-Württemberg

## Publikationen (Auswahl)
- Beichtlehre für evangelische Christen. Evangelisches Verlagswerk, Stuttgart 1956
- Die sieben Tage Gottes. Wittig 1959
- Was geht die Kirche die Wirtschaft an? J. Fink, 1965
- Ist Gott grausam? Eine Stellungnahme zu Tilmann Mosers Gottesvergiftung. Walter Gruyter, 1977, ISBN 3771501857
- Vom inwendigen Menschen – Predigten zur Zeit und zur Unzeit, Karlsruhe 1983
- Johann Sebastian Bach – Prediger in Tönen, Karlsruhe 1985, ISBN 3-88450-064-3
- mit Manfred Seitz, Gerhard Ruhbach, Georg Kretschmar: Feiern wir das Abendmahl richtig?, Bad Herrenalb 1985.
- Evolution und Gottesglaube, Vandenhoeck u. Ruprecht, Göttingen 1988
- Begegnung mit Gott. Über mystischen Glauben. Steinkopf Verlag, Kiel 1989, ISBN 3798406812
- Versuche, Gott zu finden. Aus einem Tagebuch. Freimund-Verlag, 2004, ISBN 3865400078